# Салтовское (электродепо)
Электродепо «Са́лтовское» (ТЧ-2) (укр. Електродепо «Салтівське») — второе электродепо Харьковского метрополитена, обслуживающее Салтовскую линию. Введено в эксплуатацию 11 августа 1984 года.
Депо расположено между Журавлёвской плотиной и улицей Академика Павлова.
Первый поезд по новой линии вели машинист-инструктор локомотивных бригад В. С. Леппа и машинист электропоезда линейной работы В. М. Стратий.
Для технического обслуживания вагонов в электродепо организовали подразделение по осмотру и ремонту подвижного состава. Все виды технического обслуживания и текущего ремонта выполняла комплексная бригада из 15 человек.

## История
В 1984 году создана технологическая группа, позднее реорганизованная в производственно-технический отдел, специалисты которого разработали меры по предупреждению неисправностей вагонов, составляли рациональные графики ремонта и эксплуатации подвижного состава, вели техническую документацию. В 1995 году отдел стал технологической группой участка по ремонту подвижного состава, каждое направление работы возглавил специалист высокой квалификации. В 2004 году снова создан производственно-технический отдел.
Одним из основных подразделений электродепо является цех эксплуатации. В 1984—1986 гг. здесь работали 53 машиниста и 15 помощников машиниста. Самые опытные — В. П. Татаринов, М. М. Толошной, П. П. Мотенко, М. Я. Василенко, М. В. Найпак, которые до этого работали в электродепо «Московское». Первый поезд по второму участку Салтовской линии вели машинист-инструктор И. Г. Чубенко и машинист П. С. Бевз.
В июле 1997 года в электродепо организовано пункт ПТО и ВС, предназначенный кроме технического обслуживания подвижного состава и для работы на линии в аварийных случаях. В составе пункта 4 сменных мастера, 12 слесарей-осмотрщиков, 4 слесаря восстановительных работ. Общее руководство возложено на заместителя начальника электродепо.
Участок поездных устройств автоматики и радиосвязи создан в 1984 году. Важную роль в деятельности депо играет участок радиосвязи и участок по ремонту оборудования, строений и сооружений, при участии работников которого построен тренажерный зал, реабилитационный центр, проведена реконструкция машины для мытья вагонов, комнат отдыха локомотивных бригад, ремонт бытовых и санитарно-технических помещений.
Больше 70 работников электродепо принимают участие в рационализаторской работе. Среди самых активных рационализаторов — слесари В. В. Несеселый и С. М. Бражник.
Количество машинистов в депо — 93. Средний возраст — 40 лет. Парк электродепо насчитывает 105 вагонов. Среднесуточный пробег вагона — 351,7 км. График движения по итогам 2013 г. выполнен на 99,99 %.
Действуют шесть подразделений: участки РРС, эксплуатации, РОБС, ППАР, ПТО и ВС, АУП. В последнее время в электродепо введен комплекс оборудования мойки подвижного состава с очистными сооружениями и системой обратного водоснабжения. Это содействовало значительному улучшению работы подразделения.
В декабре 2004 года восстановлена работа Службы подвижного состава, которая создавалась перед введением первого участка.
Задача Службы — обеспечение организационного и оперативного руководства, проведение испытаний и внедрение новой техники, научно-исследовательских работ по улучшению технических и эксплуатационных показателей подвижного состава, разработка мер по развитию ремонтных баз, а также осуществление взаимосвязи между электродепо «Московское», «Салтовское» и участком по ремонту вагонов ремонтно-механической службы (РМС), контроль за выполнением графика движения поездов (ГДП), соблюдением требований безопасности.

### Строительство и обновление
- 1984 год — Сдана первая очередь депо.
- 1988 год — Достроены мастерские по ремонту подвижного состава (РМС).
- 2002 год — Обновлён вагоно-моечный комплекс.

## Устройство депо
Депо соединяется со станцией «Академика Барабашова» двухпутной служебной соединительной ветвью.
На территории депо базируется пункт восстановительных средств (ПВС) для оперативного реагирования в случае возникновения критических ситуаций в метрополитене.

## Обслуживаемые линии
| # | Линия            | Период                 |
| - | ---------------- | ---------------------- |
| 2 | Салтовская линия | 1984 — настоящее время |

## Подвижной состав

### Пассажирский подвижной состав
- 81-717/714.
- 81-7036/7037 (с 2015 года).

В числе специального подвижного состава имеются:
- Поливомоечный вагон серии Д, номер № 2325 (Списанный с 08.2007)

## Сводка
- Всего в депо числится 105 пассажирских вагонов, из них 42 головных.
- Среднесуточный пробег вагонов по Салтовской линии — 351,7 км.
- Система депо включает в себя 33 железнодорожные стрелки.